# Crouch (Tonbridge and Malling)
Crouch – przysiółek w Anglii, w Kent. Leży 14 km od miasta Maidstone, 53 km od miasta Canterbury i 39 km od Londynu. W 2015 miejscowość liczyła 569 mieszkańców.